# Matt Bomer
Matthew Bomer, dit Matt Bomer est un acteur, producteur, réalisateur et chanteur américain, né le 11 octobre 1977 à Webster Groves (Missouri).
Il commence sa carrière à la télévision et se fait notamment remarquer par le rôle de Luc Johnston dans la série fantastique Tru Calling : Compte à rebours (2003-2004) et en jouant Bryce Larkin dans la série comique Chuck (2007-2009). Mais c'est surtout son interprétation de Neal Caffrey dans la série policière FBI : Duo très spécial (2009-2014) qui lui permet d'accéder à la notoriété auprès du grand public.
Parallèlement, il perce au cinéma et joue dans des longs métrages tels que Massacre à la tronçonneuse : Le Commencement (2006), Time Out (2011), les comédies à succès Magic Mike (2012) et Magic Mike XXL (2015) mais aussi Un amour d'hiver (2014), Space Station 76 (2014), The Nice Guys (2016) ou encore Les Sept Mercenaires (2016).
Ryan Murphy l'engage dans un épisode de la série musicale Glee (2013) et de la saison 4 d'American Horror Story (2014) avant de l'inviter à rejoindre la distribution principale de la saison 5 (2015-2016) dans le rôle de Donovan face à Lady Gaga. Il le dirige aussi dans le téléfilm The Normal Heart (2014) ce qui lui permet de remporter le Golden Globe du meilleur acteur dans un second rôle dans une série, une mini-série ou un téléfilm.
Depuis 2019, il interprète le rôle de Larry Trainor / Negative Man dans la série de super-héros Doom Patrol.
Il a reçu des distinctions comme un Golden Globe Award et a été nommé pour un Primetime Emmy Award et deux Screen Actors Guild Awards.

## Biographie

### Jeunesse et formations
Matthew Edward Bomer naît le 11 octobre 1977 à Webster Groves, en Missouri). Son père, John Bomer, est un ancien joueur de football américain (au sein des Dallas Cowboys) reconverti dans les transports maritimes et sa mère, Elizabeth (née Macy). Il a un frère, Neil, et une sœur, Megan.
Il est diplômé en art dramatique de l'université Carnegie-Mellon de Pittsburgh, en Pennsylvanie. Après l'université, Matthew s'installe à New York où il enchaîne les auditions.

### Carrière
Matt Bomer s'oriente alors vers la télévision et le cinéma. Il obtient des rôles secondaires ou récurrents dans plusieurs séries télévisées et apparaît dans quelques longs métrages.

#### Débuts et seconds rôles
En 2000, Matt Bomer décroche son premier rôle (secondaire) dans le soap opera La Force du destin,.
En 2001, il débute avec le feuilleton télévisé américain Haine et Passion (créé en 1952), qu'il quittera en 2003 pour se consacrer à la première saison de la série Tru Calling : Compte à rebours. La série est annulée au bout de deux saisons.
Entre-temps, il entame un processus de trois mois d'auditions afin d'incarner le personnage emblématique de Superman pour un long métrage en développement par Brett Ratner et J. J. Abrams, mais le projet est finalement abandonné.
En 2005, il joue dans son premier long métrage, le thriller Flight Plan avec Jodie Foster et Peter Sarsgaard.
En 2007, repéré grâce à la série Tru Calling : Compte à rebours, il est choisi dans le rôle principal de la série Traveler : Ennemis d'État mais cette dernière est annulée au bout de huit épisodes. Il interprète ensuite le rôle de Bryce Larkin dans la série télévisée Chuck durant deux saisons,.
Parallèlement, il se fait aussi remarquer en jouant face à Jordana Brewster dans Massacre à la tronçonneuse : Le Commencement, sorti en 2006. Il s’agit de la préquelle du film Massacre à la tronçonneuse (2003).

#### Passage au premier plan

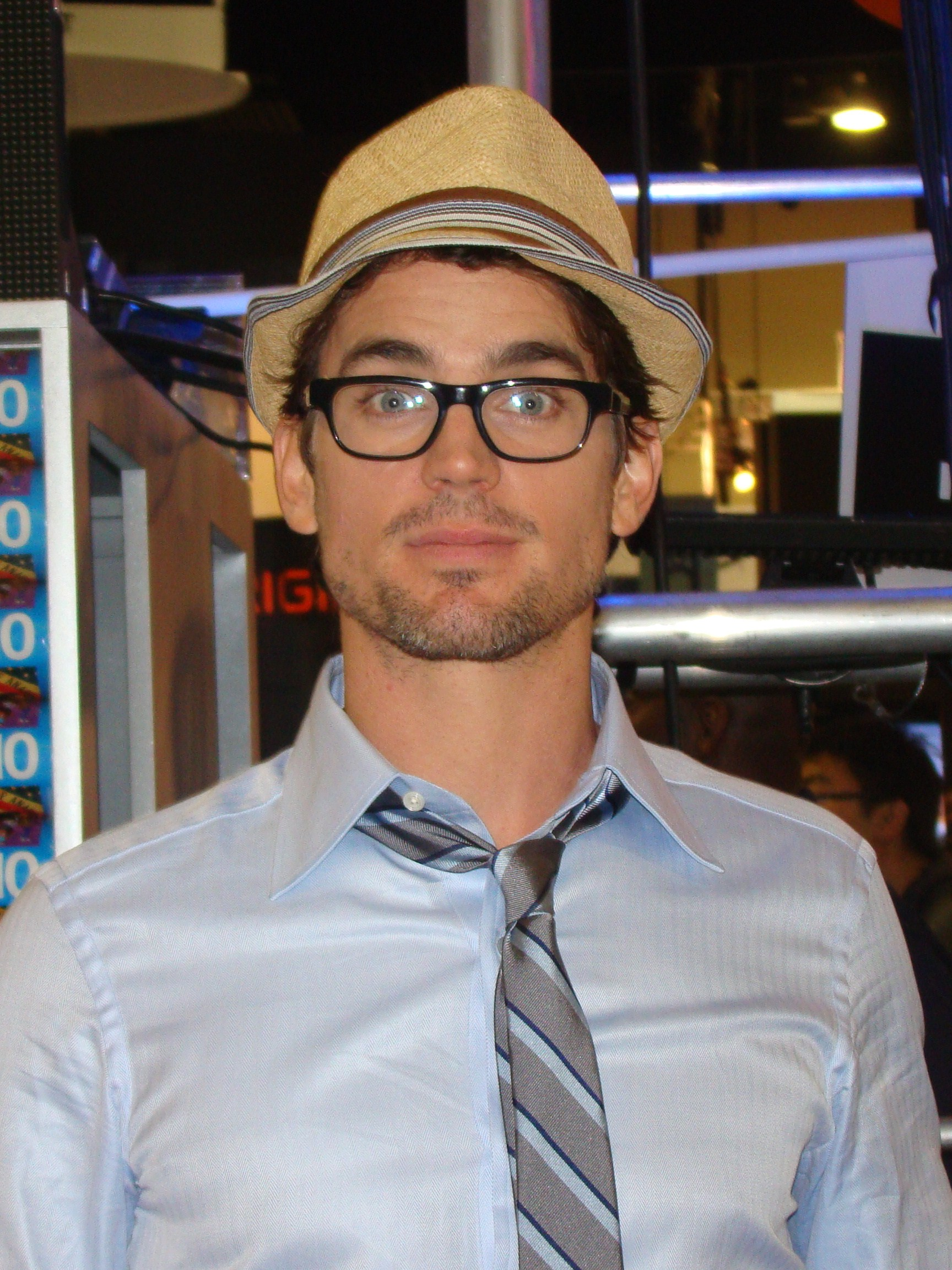
Lors de l'édition 2010 de la Comic-Con de San Diego, pour la promotion de FBI : Duo très spécial.

De 2009 à 2014, Matt Bomer incarne Neal Caffrey, dans la série télévisée FBI : Duo très spécial, (White Collar), diffusée sur USA Network. Il partage la vedette de cette série dramatique et policière aux côtés de Tim DeKay. Ce rôle le révèle auprès du grand public et lui apporte une durable notoriété. Cependant, il n'en oublie pas le cinéma et continuer d'étoffer sa carrière cinématographique.
Le succès lui permet aussi de devenir égérie pour de grande marques comme Armani. Et de remporter le prix du meilleur acteur dans une série du câble lors de la 41e cérémonie des People's Choice Awards.
En 2010, il obtient un rôle dans le film Time Out sorti en 2011.

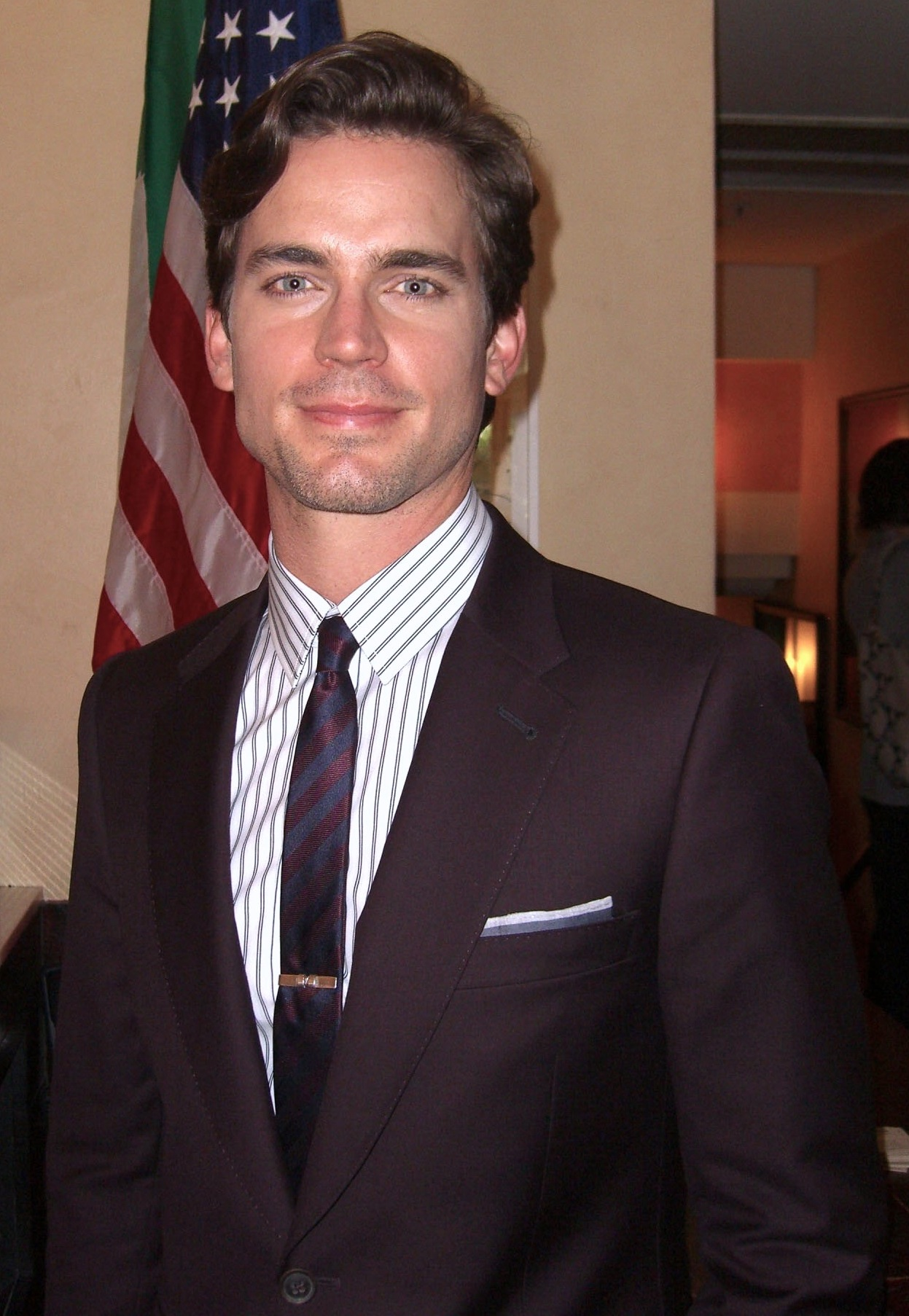
Matthew Bomer, en juin 2011, sur le tournage d'un épisode de la série FBI : Duo très spécial.

En 2011, il interprète Ken dans la comédie dramatique Magic Mike, sorti en 2012. La même année, il joue également dans la pièce de théâtre 8, qui milite en faveur du mariage pour tous en Californie, mettant en scène de nombreux acteurs tels que George Clooney ou Brad Pitt.
En janvier 2012, il joue dans un épisode de la troisième saison de la série Glee, créée par Ryan Murphy. Dans la série, il interprète deux titres en duo avec Darren Criss, Hungry Like the Wolf et Somebody That I Used to Know de Gotye.
En 2013, les fans du livre Cinquante nuances de Grey, qui est sur le point d'être adapté en long métrage, souhaitent voir Matt Bomer incarner le rôle principal masculin,. La production attribuera finalement le rôle à Jamie Dornan. Peu de temps après, il est supposé tenir la vedette d'un film biographique pour le réseau HBO, centré sur Montgomery Clift, mais cela ne se concrétise pas,.
Ryan Murphy le choisit ensuite pour intégrer la distribution principale du téléfilm The Normal Heart, sorti en 2014 sur HBO. Ce téléfilm produit par Brad Pitt et dans lequel il évolue aux côtés de Mark Ruffalo, Julia Roberts et Jim Parsons, lui permet de remporter le prestigieux Golden Globe du meilleur acteur dans un second rôle dans une série, une mini-série ou un téléfilm.
Il apparaît aussi le temps d'un épisode dans la série télévisée The New Normal et rejoint la distribution des films Un amour d'hiver et Space Station 76, sortis en 2014.

#### Alternance cinéma et télévision
En 2015, après une apparition en tant qu'invité dans la quatrième saison d’American Horror Story, Matt Bomer intègre la distribution de la cinquième saison dans le rôle de Donovan, partageant de nombreuses scènes avec Lady Gaga. La même année, il reprend son rôle de Ken pour le film Magic Mike XXL, la suite de Magic Mike. Il fait également une reprise de la chanson Heaven de Bryan Adams et interprète la chanson Untitled (How Does It Feel) qui figure sur la bande originale du film.
En 2016, il est à l'affiche de deux films, The Nice Guys de Shane Black, aux côtés de Ryan Gosling et Russell Crowe et Les Sept Mercenaires d'Antoine Fuqua, avec entre autres Denzel Washington et Chris Pratt.
Entre 2016 et 2017, il est l'un des premiers rôles d'une série de la plateforme Amazon Prime Video, The Last Tycoon. Basée sur le roman de F. Scott Fitzgerald, elle aborde l'âge d'or d'Hollywood. Cependant, le show est annulé au bout d'une courte saison de neuf épisodes, en raison de critiques très mitigées.
En 2017, il incarne le rôle de Cal dans Walking Out d'Alex et Andrew J. Smith et celui de Freda Von Rhenburg dans Anything de Timothy McNeil. Son rôle de femme transgenre dans Anything , diffusé en France sous la forme d'un téléfilm, crée la controverse. La même année, il interprète aux côtés de Jessica Biel et Kelsea Ballerini le titre Crack ainsi qu'en 2018, le single Sussudio (de Phil Collins) avec Emilia Clarke, en hommage à Donna Summer, lors de l'émission The Tonight Show Starring Jimmy Fallon. Cette année-là, il porte le drame Papi Chulo aux côtés de Alejandro Patino.

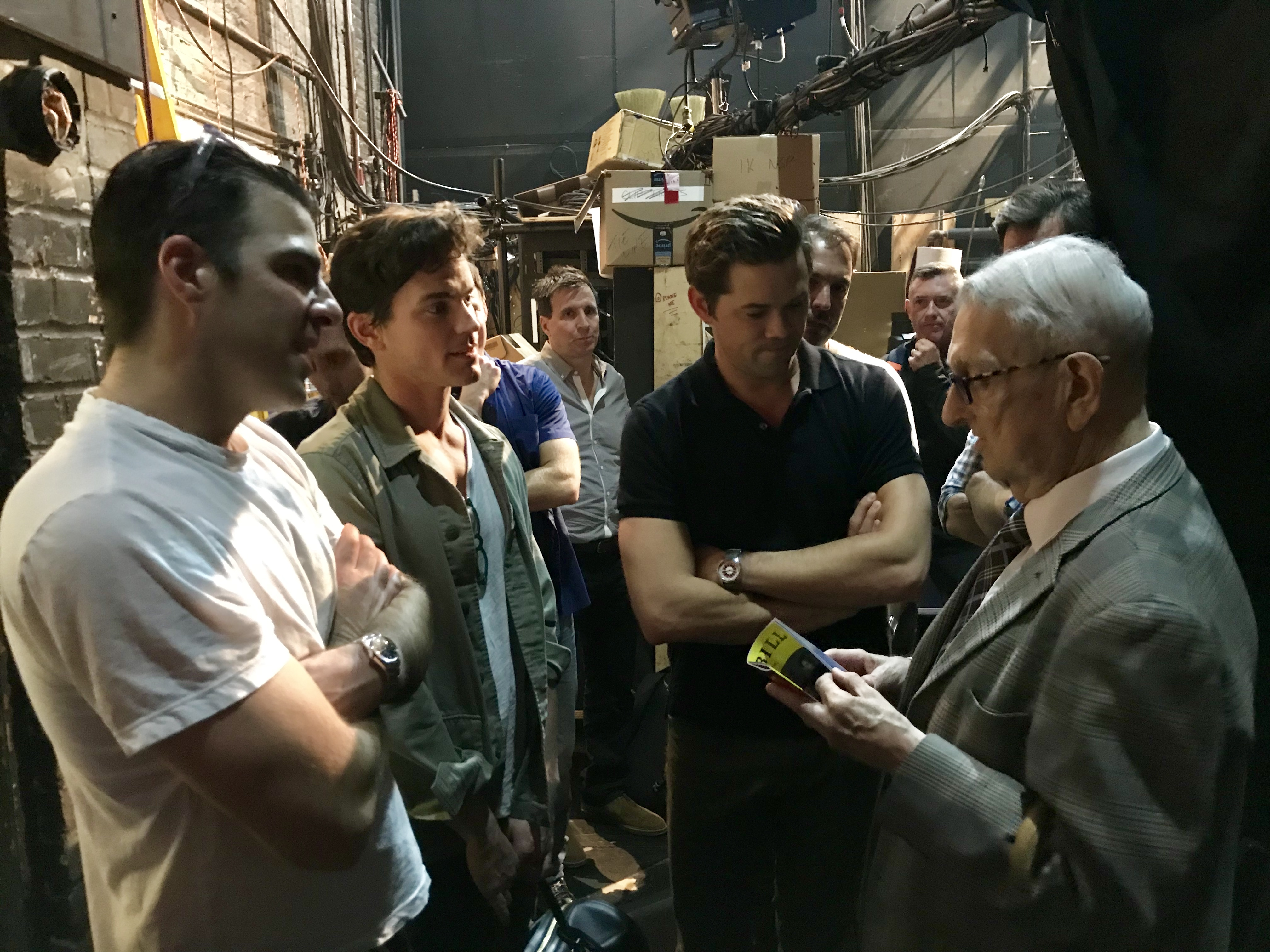
Matt Bomer, avec Dick Leitsch, Zachary Quinto et Andrew Rannells, en 2018.

En 2019, il chante le titre People Like Us dans la série télévisée Doom Patrol, dans laquelle il prête sa voix au personnage de Larry Trainor alias Negative Man, mais apparaît en chair et en os sous forme de flashback. L'année suivante, il succède à Jessica Biel et Carrie Coon dans le rôle principal de la série d'anthologie The Sinner, pour la troisième saison qui l'oppose à Bill Pullman,.
En 2020, il apparaît à l'écran The Boys in the Band de Joe Mantello, dans le rôle de Donald.
En 2021, il rejoint la distribution des deux premiers épisodes de la série dérivée d'American Horror Story, American Horror Stories.

### Vie privée
En 2008, Matt Bomer rencontre Simon Halls, qu'il épouse en 2011.
En 2012, lors d'une remise de récompense au gala Steve Chase Humanitarian Awards, une organisation de lutte contre le sida, Matt Bomer révèle publiquement son homosexualité et remercie dans un discours son mari, Simon Halls et leurs trois enfants (Kit, Walker et Henry).
Il est proche de Lee Pace, Lynn Collins et Zachary Quinto, qu'il connaît depuis l'université Carnegie Mellon.

## Théâtre
- 2011 : 8 de Dustin Lance Black : Jeff Zarrillo

## Filmographie

### Cinéma

#### Films
- 2003 : War Birds: Diary of an Unknown Aviator de Robert Clem : John McGavock Grider (documentaire[44])
- 2005 : Flight Plan de Robert Schwentke : Eric
- 2006 : Massacre à la tronçonneuse : Le Commencement (The Texas Chainsaw Massacre: The Beginning) de Jonathan Liebesman : Eric
- 2011 : Time Out d'Andrew Niccol : Henry Hamilton
- 2012 : Magic Mike de Steven Soderbergh : Ken
- 2014 : Un amour d'hiver (Winter's Tale) d'Akiva Goldsman : le père de Peter
- 2014 : Space Station 76 de Jack Plotnick : Ted
- 2015 : Magic Mike XXL de Gregory Jacobs : Ken
- 2016 : The Nice Guys de Shane Black : John Boy
- 2016 : Les Sept Mercenaires (The Magnificent Seven) d'Antoine Fuqua : Matthew Cullen
- 2017 : Walking Out (en) d'Alex Smith et Andrew J. Smith : Cal
- 2017 : Anything (en) de Timothy McNeil : Freda Von Rhenburg
- 2018 : Jonathan de Bill Oliver : Ross Craine
- 2018 : Papi Chulo (en) de John Butler : Sean
- 2018 : Viper Club de Maryam Keshavarz : Sam
- 2020 : The Boys in the Band de Joe Mantello : Donald[44]
- 2022 : All Man: The International Male Story de Bryan Darling et Jesse Finley Reed : le narrateur (documentaire[44])
- 2023 : Maestro de Bradley Cooper : David Oppenheim
- 2023 : Magic Mike : Dernière Danse (Magic Mike's Last Dance) de Steven Soderbergh : Ken

Prochainement
- 2025 : Outcome (en) de Jonah Hill[44] (en postproduction[44])

#### Films d'animation
- 2013 : Superman contre Brainiac (Superman: Unbound) de James Tucker : Clark Kent / Superman (voix originale)
- 2021 : Justice Society: World War II de Jeff Wamester : Barry Allen / Flash (voix originale)
- 2023 : Légion des super-héros (en) (Legion of Super-Heroes) de Jeff Wamester : Barry Allen / Flash (voix originale)
- 2023 : Justice League: Warworld de Jeff Wamester : le vieil homme (voix originale)
- 2024 : Justice League: Crisis on Infinite Earths, 1re partie de Jeff Wamester : Barry Allen / Flash (voix originale)
- 2024 : Justice League: Crisis on Infinite Earths, 3e partie de Jeff Wamester : Barry Allen / Flash (voix originale)

### Télévision

#### Téléfilms
- 2006 : Amy Coyne de Todd Holland : Case
- 2014 : The Normal Heart de Ryan Murphy : Felix Turner, petit-ami de l'écrivain Ned Weeks[21]

#### Séries télévisées
- 2000 : La Force du destin : Ian Kipling (1 épisode)
- 2002-2003 : Haine et Passion : Ben Reade #3 (7 épisodes)
- 2002 : Sydney Fox, l'aventurière : l'agent pilote (saison 3, épisode 13)
- 2003-2004 : Tru Calling : Compte à rebours : Luc Johnston (18 épisodes)
- 2004 : North Shore : Hôtel du Pacifique : Ross (saison 1, épisode 12)
- 2007 : Traveler : Ennemis d'État : Jay Burchell (8 épisodes)
- 2007-2009 : Chuck : Bryce Larkin (7 épisodes, saisons 1 et 2)
- 2009-2014 : FBI : Duo très spécial (White Collar) : Neal Caffrey (81 épisodes)
- 2012 : Glee : Cooper Anderson (saison 3, épisode 15)
- 2013 : The New Normal : Monty, ex-petit-ami de Bryan (saison 1, épisode 12)
- 2014 : American Horror Story : Andy (saison 4 (Freak Show), épisode 5)
- 2015 : American Horror Story : Donovan (12 épisodes, saison 5 (Hotel))
- 2016-2017 : Le Dernier Seigneur (The Last Tycoon) : Monroe Stahr (9 épisodes)
- 2018 et 2023 : Titans : Larry Trainor / Negative Man (voix - saison 1, épisode 4 et saison 4 épisode 10)
- 2018-2020 : Will et Grace (Will and Grace) : McCoy Whitman (6 épisodes)
- 2019-2023 : Doom Patrol : Larry Trainor / Negative Man (voix, 15 épisodes)
- 2020 : The Sinner : Jamie (8 épisodes)
- 2021 : American Horror Stories : Michael Winslow (saison 1, épisodes 1 et 2)
- 2022 : Échos (Echoes) : Jack Beck (mini-série en 7 épisodes)
- 2023 : Fellow Travelers : Hawkins « Hawk » Fuller (mini-série en 8 épisodes)
- 2025 : Mid-Century Modern : Jerry Frank[44] (10 épisodes)

### Producteur
- 2013-2014 : FBI : Duo très spécial (White Collar) (série télévisée - 19 épisodes)

### Réalisateur
- 2018 : American Crime Story (série télévisée - saison 2, épisode 8)

## Distinctions
Sauf indication contraire ou complémentaire, les informations mentionnées dans cette section proviennent de la base de données IMDb.

### Récompenses
- Gold Derby Awards 2003 : meilleur jeune acteur pour Haine et Passion
- Gold Derby Awards 2012 : meilleur acteur invité dans une série télévisée comique pour Glee
- Critics' Choice Television Awards 2014 : meilleur acteur dans un second rôle dans une mini-série ou un téléfilm pour The Normal Heart
- Gold Derby Awards 2014 : meilleur acteur dans un second rôle dans une mini-série ou un téléfilm pour The Normal Heart
- Online Film & Television Association 2014 : meilleur acteur dans un second rôle dans une mini-série ou un téléfilm pour The Normal Heart
- Savannah Film Festival 2014 : Spotlight Award
- CinEuphoria Awards (es) 2015 :
  - meilleur acteur dans un second rôle pour The Normal Heart
  - meilleure distribution pour The Normal Heart
- Golden Globes 2015 : Meilleur acteur dans un second rôle dans une série, une mini-série ou un téléfilm pour The Normal Heart
- People's Choice Awards 2015 : meilleur acteur dans une série du câble pour FBI: Duo très spécial
- FilmOut San Diego 2018 : meilleur acteur dans un second rôle pour Anything

### Nominations
- NewNowNext Awards 2010 : acteur le plus hot pour FBI: Duo très spécial
- Online Film & Television Association 2012 : meilleur acteur invité dans une série télévisée comique pour Glee
- MTV Movie & TV Awards 2013 : meilleur moment musical dans un film pour Magic Mike, nomination partagée avec Channing Tatum, Joe Manganiello, Kevin Nash et Adam Rodríguez
- Online Film & Television Association 2013 : meilleur acteur invité dans une série télévisée comique pour The New Normal
- Behind the Voice Actors Awards 2014 : meilleure performance de doublage masculine dans un téléfilm, un vidéo-film ou un court métrage pour Superman: Unbound
- Primetime Emmy Awards 2014 : meilleur acteur dans un second rôle dans une mini-série ou un téléfilm pour The Normal Heart
- Satellite Awards 2014 : meilleur acteur dans un second rôle dans une mini-série ou un téléfilm pour The Normal Heart
- TV Guide Awards 2014 : meilleur duo à l'écran pour FBI: Duo très spécial, nomination partagée avec Tim DeKay
- GLAAD Media Awards 2015 : performance télévisuelle de l'année par un acteur pour The Normal Heart
- Gold Derby Awards 2019 : meilleur acteur dans une mini-série ou un téléfilm de la décennie pour The Normal Heart
- The Queerties 2020 : meilleure performance dans un film pour Papi Chulo
- Golden Globes 2024 : Meilleur acteur dans une mini-série ou un téléfilm pour Fellow Travelers

## Voix françaises
En France, Jérémy Bardeau est la voix française régulière de Matthew Bomer,, l'ayant doublé dans la plupart de ses rôles au sein de séries télévisées depuis 2003, dans cinq films et un téléfilm. Lors de l'épisode dans la série Sydney Fox, l'aventurière auquel il a participé, l'acteur n'a pas été doublé, ce dernier n'ayant aucun dialogue.
Au Québec, l'acteur a été doublé par Éric Paulhus et Philippe Martin.